# الکساندرا لازارویچ
الکساندرا لازارویچ (سیریلیک صربی: Александра Лазаревић؛ زادهٔ ۲۹ نوامبر ۱۹۹۵) بازیکن فوتبال اهل صربستان است.
وی همچنین در تیم ملی فوتبال Serbia بازی کرده‌است.